# Arieșu de Pădure, Maramureș
Arieșu de Pădure (în maghiară Erdőaranyos, în germană Goldenthal) este un sat în comuna Satulung din județul Maramureș, Transilvania, România.

## Istoric
Numele vechi a localității este Arieșul de Sus.
Prima atestare documentară: 1405 (Felsew Aranuas). 

## Etimologie
Etimologia numelui localității: din Arieș (< magh. aranyos „aurit") + de + Pădure (< lat. padule).

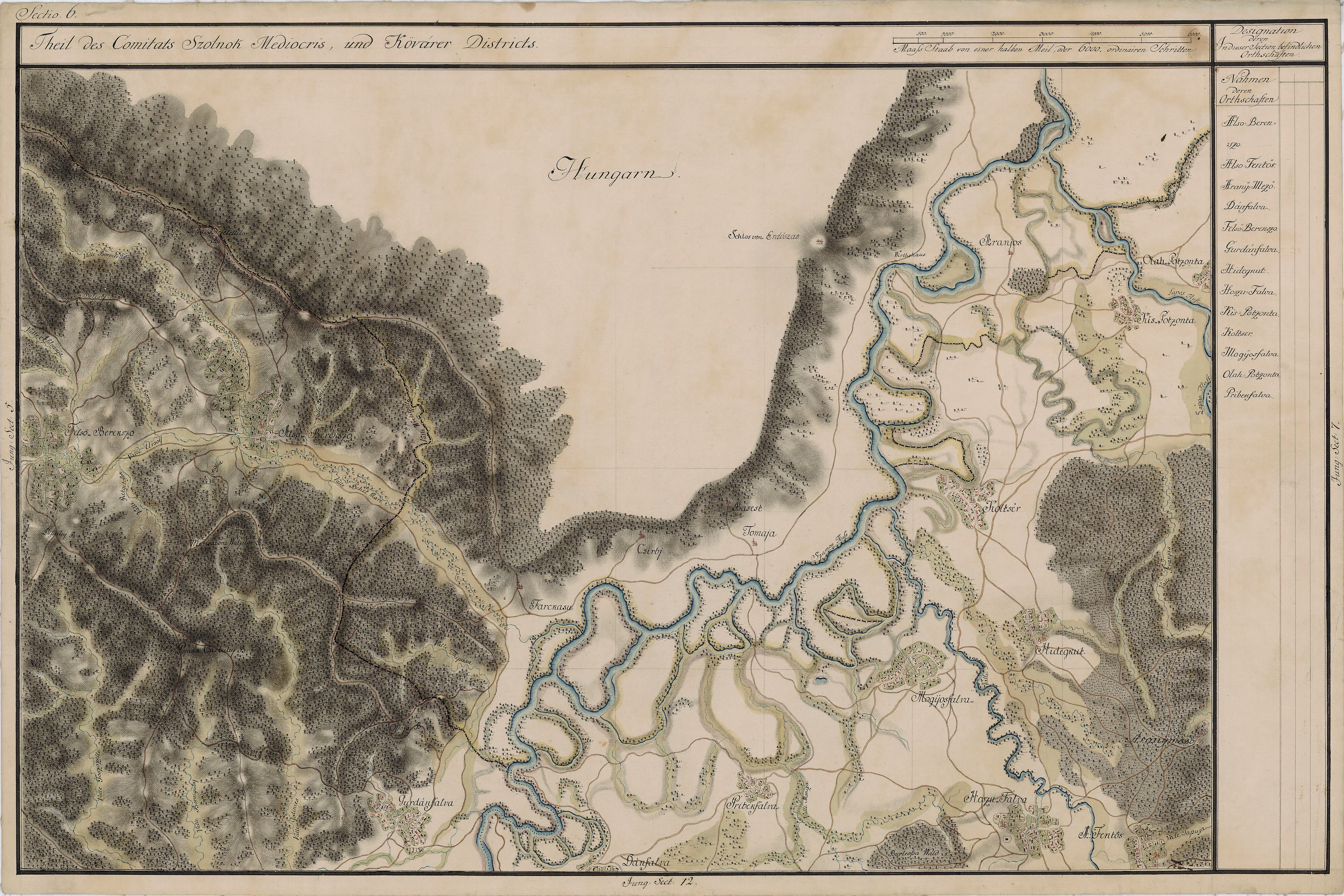
Arieşu de Pădure în Harta Iosefină a Transilvaniei

## Demografie
La recensământul din 2011, populația era de 223 locuitori. 